# Tanaecia phlegethon
Tanaecia phlegethon är en fjärilsart som beskrevs av Semper 1888. Tanaecia phlegethon ingår i släktet Tanaecia och familjen praktfjärilar. Inga underarter finns listade i Catalogue of Life.